# The Password Game
The Password Game is een browserspel uit 2023, ontwikkeld door Neal Agarwal. De speler moet een wachtwoord maken, waarbij men zich aan steeds moelijker wordende regels. Het spel is gebaseerd op Agarwal's ervaring met wachtwoordbeleid.

## Gameplay
The Password Game is een puzzelvideospel. De speler heeft de taak een wachtwoord in een invoervak te typen. Het spel heeft in totaal 35 regels waaraan het wachtwoord moet voldoen. Elke regel verschijnt zodra de regel ervoor is voldaan. Voor elke extra regel moet de speler alle voorgaande volgen om verder te komen, wat conflicten kan veroorzaken. Wanneer aan alle 35 regels is voldaan, kan de speler dit bevestigen als het definitieve wachtwoord en heeft hij vervolgens twee minuten de tijd om het wachtwoord opnieuw te typen, anders eindigt het spel.

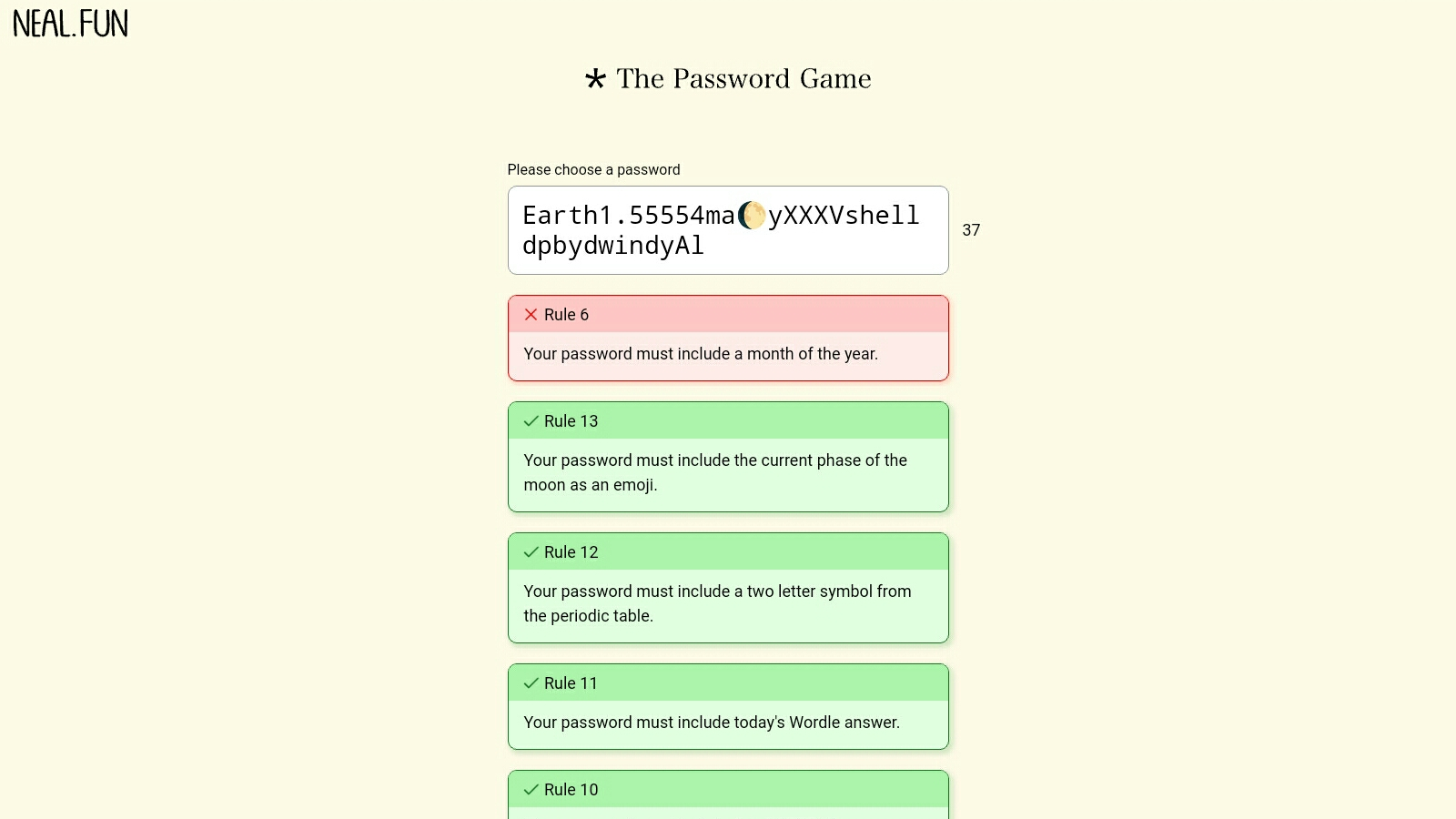
Schreenshot uit het spel. De speler moet een emoji van de huidige maanstand invoegen.

De eerste regels in het spel zijn relatief simpel, zoals een minimaal aantal karakters. De regels worden in de loop van het spel steeds moeilijker, zoals het oplossen van Wordle en het vinden de best mogelijke schaakzet.